# エバーグリーン州立大学
エバーグリーン州立大学（The Evergreen State College）は、アメリカ合衆国ワシントン州の州都オリンピアにある州立の文系・理系大学である。1967年に設立されたこの大学では、学位取得に向けて自分で勉強することも、あらかじめ決められた進路に沿って勉強することもできる、非伝統的な学部カリキュラムを提供している。フルタイムの学生は、独立したクラスに加えて、学際的なアカデミック・プログラムに登録することができる。学際的なプログラムは、通常、複数の分野を協調して学ぶ機会が提供されている。教員は成績をつける代わりに、学生の学習内容を文章で評価している。

## 概要
エバーグリーン大学のメインキャンパスは、ピュージェット湾の南端に位置する400ヘクタールの森の中にあり、海水浴場も併設されている。また、タコマ市の近くにはサテライトキャンパスがある。同校では、教養学士、理学士、環境学修士、教育学修士、行政学修士、部族統治における行政学修士を提供している。
エバーグリーン大学は、1960年代から1970年代にかけて設立された多くのオルタナティブ・カレッジやプログラムの一つであり、しばしば「実験」と形容される。 これらの大部分が修正されたり、より主流のアプローチを採用したりしている中、エバーグリーン大学は当初のミッションを堅持している数少ない大学の一つである。